# VGLL3
VGLL3 (англ. Vestigial like family member 3) – білок, який кодується однойменним геном, розташованим у людей на короткому плечі 3-ї хромосоми.  Довжина поліпептидного ланцюга білка становить 326 амінокислот, а молекулярна маса — 36 009.
| 10         |  | 20         |  | 30         |  | 40         |  | 50         |
| ---------- |  | ---------- |  | ---------- |  | ---------- |  | ---------- |
| MSCAEVMYHP |  | QPYGASQYLP |  | NPMAATTCPT |  | AYYQPAPQPG |  | QQKKLAVFSK |
| MQDSLEVTLP |  | SKQEEEDEEE |  | EEEEKDQPAE |  | MEYLNSRCVL |  | FTYFQGDIGS |
| VVDEHFSRAL |  | GQAITLHPES |  | AISKSKMGLT |  | PLWRDSSALS |  | SQRNSFPTSF |
| WTSSYQPPPA |  | PCLGGVHPDF |  | QVTGPPGTFS |  | AADPSPWPGH |  | NLHQTGPAPP |
| PAVSESWPYP |  | LTSQVSPSYS |  | HMHDVYMRHH |  | HPHAHMHHRH |  | RHHHHHHHPP |
| AGSALDPSYG |  | PLLMPSVHAA |  | RIPAPQCDIT |  | KTEPTTVTSA |  | TSAWAGAFHG |
| TVDIVPSVGF |  | DTGLQHQDKS |  | KESPWY     |  |            |  |            |

A: Аланін

C: Цистеїн

D: Аспарагінова кислота

E: Глутамінова кислота

F: Фенілаланін

G: Гліцин

H: Гістидин

I: Ізолейцин

K: Лізин

L: Лейцин

M: Метіонін

N: Аспарагін

P: Пролін

Q: Глутамін

R: Аргінін

S: Серин

T: Треонін

V: Валін

W: Триптофан

Задіяний у таких біологічних процесах як транскрипція, регуляція транскрипції, альтернативний сплайсинг. 
Локалізований у ядрі.